# 氢化锂
氢化锂（化学式：LiH）是锂的氢化物。它是无色晶体，通常带有杂质而呈灰色。氢化锂属于类盐氢化物，熔点很高（689°C）且对热稳定。比热容为29.73 J/mol*k，导热性随温度升高而下降，随组成和压力的变化也有不同（10~5 W/m*K，400 K）。
氢化锂可燃，与水剧烈反应生成腐蚀性的氢氧化锂和氢气：
LiH  +  H2O  →  LiOH  +  H2

## 合成
氢化锂可通过金属锂与氢气反应制取：
2 Li  +  H2 → 2 LiH

## 反应
LiH通常在特定的类金属氢化物的合成中做氢化物还原剂。例如，硅烷可由氢化锂和四氯化硅通过Sundermeyer过程反应得到：
4 LiH  +  SiCl4   →   4  LiCl  +  SiH4
LiH的氢含量是NaH的3倍，是氢含量最高的氢化物。LiH偶尔会作为储氢材料，但其良好的稳定性阻碍了这方面应用的发展。合成反应需要在远高於700 °C的高温下才能进行，产生H2。LiH曾作为模型火箭的燃料组分来测试。

## 用途
LiH用途广泛，可用作干燥剂、核反应堆中的冷却剂和防护材料，以及制取氢化铝锂、制造氢气发生器和生产陶瓷材料。氢化锂中氢的质量比是氢化钠中的三倍，是所有类盐氢化物中最高的，因此氢化锂是很好的氢气发生器原料。
锂的相应氘化物（LiD，非放射性）是核聚变反应中的燃料。

### 复合金属氢化物的前体
LiH可用於生产有机合成中常用的多种试剂，如氢化铝锂（LiAlH4）和硼氢化锂 (LiBH4）。LiH与三乙基硼反应生成三乙基硼氢化锂（LiBHEt3）。

## 安全
LiH在空气可燃，与水亦会爆炸性反应，生成腐蚀性的LiOH和氢气。